# Gracyn Wheeler
Pour les articles homonymes, voir Wheeler.
Gracyn Wheeler (née le 2 juillet 1914 à Chicago et morte le 11 octobre 1980) est une joueuse de tennis américaine des années 1930 et 1940.
Double championne du Canada, elle fut l'épouse du juge Robert Kelleher.

## Palmarès (partiel)

### Titres en simple dames
| No | Date | Nom et lieu du tournoi            | Catégorie | Surface    | Finaliste            | Score         |  |
| -- | ---- | --------------------------------- | --------- | ---------- | -------------------- | ------------- |  |
| 1  | 1933 | Canadian Championships, Vancouver |           | NC         | Mary Campbell        | 4-6, 6-1, 6-3 |  |
| 2  | 1934 | Cincinnati tournament, Cincinnati |           | Dur (ext.) | Esther Hare Bartosch | Abandon       |  |
| 3  | 1947 | Canadian Nationals                |           | NC         | Eleanor Young        | 6-0, 3-6, 6-0 |  |

### Finale en simple dames
| No | Date | Nom et lieu du tournoi            | Catégorie | Surface    | Vainqueure   | Score    |  |
| -- | ---- | --------------------------------- | --------- | ---------- | ------------ | -------- |  |
| 1  | 1940 | Cincinnati tournament, Cincinnati |           | Dur (ext.) | Alice Marble | 6-3, 6-4 |  |

### Titres en double dames
| No | Date | Nom et lieu du tournoi               | Catégorie | Surface    | Partenaire            | Finalistes                    | Score         |  |
| -- | ---- | ------------------------------------ | --------- | ---------- | --------------------- | ----------------------------- | ------------- |  |
| 1  | 1947 | Canadian Nationals                   |           | NC         | June Crow             | Arvilla McGuire Gwen Greenlee | 5-7, 9-7, 6-2 |  |
| 2  | 1955 | US Hard Court Championships La Jolla |           | Dur (ext.) | Patricia Canning Todd | NC                            | NC            |  |

### Finale en double dames
| No | Date       | Nom et lieu du tournoi               | Catégorie | Surface      | Vainqueures                    | Partenaire    | Score    |          |
| -- | ---------- | ------------------------------------ | --------- | ------------ | ------------------------------ | ------------- | -------- | -------- |
| 1  | 28-09-1940 | Pacific Coast Championships Berkeley |           | Terre (ext.) | Mary Hardwick Margaret Osborne | Jacque Virgil | 6-4, 6-4 | Parcours |

## Parcours en Grand Chelem (partiel)
Si l’expression « Grand Chelem » désigne classiquement les quatre tournois les plus importants de l’histoire du tennis, elle n'est utilisée pour la première fois qu'en 1933, et n'acquiert la plénitude de son sens que peu à peu à partir des années 1950.

### En simple dames
| Année | Championnat d'Australie | Championnat d'Australie | Internationaux de France | Internationaux de France | Wimbledon      | Wimbledon      | US National | US National |
| ----- | ----------------------- | ----------------------- | ------------------------ | ------------------------ | -------------- | -------------- | ----------- | ----------- |
| 1938  | -                       | -                       | -                        | -                        | 2e tour (1/32) | Hilde Sperling | -           | -           |
| 1939  | -                       | -                       | 2e tour (1/8)            | Mary Hardwick            | 3e tour (1/16) | Mary Hardwick  | -           | -           |

À droite du résultat, l’ultime adversaire.

### En double dames
| Année | Championnat d'Australie | Championnat d'Australie | Internationaux de France   | Internationaux de France | Wimbledon                   | Wimbledon                 | US National | US National |
| ----- | ----------------------- | ----------------------- | -------------------------- | ------------------------ | --------------------------- | ------------------------- | ----------- | ----------- |
| 1938  | -                       | -                       | -                          | -                        | 2e tour (1/16) Madzy Rollin | S. Mathieu Billie Yorke   | -           | -           |
| 1939  | -                       | -                       | 1/4 de finale Sarah Fabyan | Goldschmidt J. Horner    | 1/4 de finale Klara Somogyi | Sarah Fabyan Alice Marble | -           | -           |
| 1955  | -                       | -                       | -                          | -                        | 1er tour (1/32) Maria Weiss | Inge Pohmann Erika Obst   | -           | -           |

Sous le résultat, la partenaire ; à droite, l’ultime équipe adverse.